# 山本悟 (侍従長)
山本 悟（やまもと さとる 1925年7月14日 - 2006年12月17日）は、日本の官僚。総理庁、自治省から宮内庁次長（1978年 - 1988年）に転じ、侍従長（1988年 - 1996年）を務めた。

## 略歴
旧制東京府立一中、同一高から1945年に東京帝国大学法学部に入学した。直後に召集を受け、8月20日の入営を控えていたところで終戦を迎えた。
在学中の1947年11月、高等文官試験行政科試験合格し、1948年、東京大学法学部政治学科を卒業し、総理庁に入った。同期には、中島二郎（のち警視庁副総監）、林忠雄（のち自治省事務次官）などがいる。入庁後、内事局官房自治課配属。その後、1966年に自治省選挙課長、1968年に年徳島県副知事、1971年に行政局選挙部長、1973年に官房長、1976年に行政局長、1977年に財政局長を歴任した。

### 宮内庁時代
1978年5月、富田朝彦宮内庁次長の長官昇格にあたって後任として宮内庁に転じた。在任中には昭和天皇の傘寿記念行事や東京サミットでの接遇、浩宮の結婚問題などをめぐる国会答弁に手腕を発揮した。
1988年4月、勇退する徳川義寛侍従長の後任として侍従長に就任した。入江相政、徳川と2代19年にわたって侍従生え抜きの侍従長が続いた後の就任であった。富田長官の後任の藤森昭一宮内庁長官とともに、昭和から平成への代替わりの重責を担い、昭和天皇の闘病を支えたほか、「大喪の礼」「即位の礼」など様々な重要儀式を取り仕切った。また、天皇皇后の東南アジア、中国、欧州訪問などにも随行した。
1996年8月、一過性脳虚血発作により入院し、9月、二度目の発作で脳梗塞との診断を受けて鎌倉節宮内庁長官に辞意を伝え、12月12日付で退任した。退任にあたっては文書でのコメントを発表し、「病気のためご奉仕もできぬままに退官することを大変申し訳なく思っております」「御代替わりの行事があり、大変な光栄」「今も、昭和天皇の崩御のことを思うと胸のつぶれる思いがいたします」「平成の御世となり、両陛下のヨーロッパ諸国等の外国ご訪問にお供させて頂いたことも大変思い出深いこと」など述べた。

### 退任後
退任後の1997年11月、勲一等瑞宝章を受章した。
2006年12月、肺炎のため、東京・千代田区の病院で死去した。

## 家族
山本昇（陸軍経理学校第二期卒業生、陸軍主計中将）、チヨの長男。
妻の山本君代は、町村金五（内務省から政治家）の三女で町村信孝（通産省から政治家）の姉。